# Casa Wilson-Finlay
La Casa Wilson-Finlay, también conocida como Mist Lady, la Casa Joshua Wilson y la Casa Finlay, es una histórica casa de plantación ubicada en Gainestown, Alabama, Estados Unidos. Fue agregado al Registro de Monumentos y Patrimonio de Alabama el 17 de septiembre de 1976 y al Registro Nacional de Lugares Históricos el 12 de julio de 1978, debido a su importancia arquitectónica.

## Historia
La casa fue construida alrededor de 1846 para el Dr. Joshua Sanford Wilson por Isaac Fuller de Maine. Wilson, nacido en 1792 en el condado de Halifax, Carolina del Norte fue médico, plantador y político. Su padre, el reverendo Joshua Wilson, se estableció en Gainestown alrededor de 1817. Fue un ministro metodista y veterano de la Guerra de Independencia.
A partir de 2011, la casa es propiedad de la familia Louis M. Finlay Jr. También mantienen la Escuela Gainestown, otra propiedad que figura en el Registro Nacional, en los terrenos para su uso como cabaña de invitados.

## Descripción
La casa de dos pisos de estilo neogriego tiene estructura de madera con cimientos de sillar de piedra caliza y columnas frontales, una característica inusual en Alabama. La piedra caliza, con fósiles marinos visibles presentes, se  extrajo localmente en la cantera de Gainestown, en el río Alabama. La casa es de forma rectangular y utiliza un plan de tipo hall central. Un pórtico dórico central de dos niveles está al frente de la estructura. Una lumbrera de lamas se centra en el frontón sobre el pórtico.